# Yamile Saied Mendez
 (juillet 2022).
La mise en forme du texte ne suit pas les recommandations de Wikipédia : il faut le « wikifier ».
Les points d'amélioration suivants sont les cas les plus fréquents. Le détail des points à revoir est peut-être précisé sur la page de discussion.
- Les titres sont pré-formatés par le logiciel. Ils ne sont ni en capitales, ni en gras.
- Le texte ne doit pas être écrit en capitales (les noms de famille non plus), ni en gras, ni en italique, ni en « petit »…
- Le gras n'est utilisé que pour surligner le titre de l'article dans l'introduction, une seule fois.
- L'italique est rarement utilisé : mots en langue étrangère, titres d'œuvres, noms de bateaux, etc.
- Les citations ne sont pas en italique mais en corps de texte normal. Elles sont entourées par des guillemets français : « et ».
- Les listes à puces sont à éviter, des paragraphes rédigés étant largement préférés. Les tableaux sont à réserver à la présentation de données structurées (résultats, etc.).
- Les appels de note de bas de page (petits chiffres en exposant, introduits par l'outil «  Source ») sont à placer entre la fin de phrase et le point final[comme ça].
- Les liens internes (vers d'autres articles de Wikipédia) sont à choisir avec parcimonie. Créez des liens vers des articles approfondissant le sujet. Les termes génériques sans rapport avec le sujet sont à éviter, ainsi que les répétitions de liens vers un même terme.
- Les liens externes sont à placer uniquement dans une section « Liens externes », à la fin de l'article. Ces liens sont à choisir avec parcimonie suivant les règles définies. Si un lien sert de source à l'article, son insertion dans le texte est à faire par les notes de bas de page.
- La présentation des références doit suivre les conventions bibliographiques. Il est recommandé d'utiliser les modèles {{Ouvrage}}, {{Chapitre}}, {{Article}}, {{Lien web}} et/ou {{Bibliographie}}. Le mode d'édition visuel peut mettre en forme automatiquement les références.
- Insérer une infobox (cadre d'informations à droite) n'est pas obligatoire pour parachever la mise en page.

Pour une aide détaillée, merci de consulter Aide:Wikification.
Si vous pensez que ces points ont été résolus, vous pouvez retirer ce bandeau et améliorer la mise en forme d'un autre article.
Œuvres principales
Furia (2020)
¿De Dónde Eres? (2019)
Yamile (prononcé sha-MEE-lay)  Saied Méndez est une auteure argentino-américain de livres d'images, de livres pour enfants, de livres pour jeunes adultes et de romans pour adultes. Elle a reçu la médaille d'or Pura Belpré pour son roman pour jeunes adultes, Furia. Elle est également membre fondatrice du collectif Las Musas.

## Biographie
Yamile Saied Méndez est né à Rosario, en Argentine. Elle a grandi attaché à la culture syro-libanais de son grand-père paternel. Sa mère était orpheline mais savait qu'elle était une descendante d'indigènes d'Argentine. Son père conduisait un taxi et sa mère travaillait comme nounou.
Première parmi les membres de sa famille élargie à fréquenter l'université, elle est allée à l'Université Brigham Young où elle a étudié l'économie internationale. Elle a reçu une maîtrise en beaux-arts du Vermont College of Fine Arts.
Méndez vit actuellement dans l'Utah avec son mari et ses cinq enfants.

## Récompenses et distinctions
- Bourse Walter Dean Myers pour écrire Furia (2015)
- New York Public Library Best Books of 2019 pour "¿De Dónde Eres?" [7]
- Kirkus Meilleurs livres de 2019 [8]
- Prix littéraires des blogueurs pour enfants et jeunes adultes 2020 (Cybils) pour Furia [9]
- Sélection du YA Book Club de Reese pour Furia (2020) [10]
- Gagnant d'une médaille d'auteur Pura Belpré YA pour Furia (2021) [11]

## Articles
- The Pen Ten: Une entrevue avec Yamile Saied Méndez [12]
- Yamile Saied Méndez parle de FURIA et de la scène du football argentin [13]
- Cet auteur de l'Utah a un nouveau roman - et Reese Witherspoon vient de le choisir pour son club de lecture[4].